# 第34回サターン賞
第34回サターン賞（だい34かいサターンしょう）は、2007年の優秀なサイエンスフィクション・ファンタジー・ホラー映画に贈られる賞である。2008年6月に結果が発表された。
以下は、ノミネートと受賞の全リストである。 太字は受賞者・作品である。

## 映画賞

### SF映画賞
- 『クローバーフィールド/HAKAISHA』
- 『ファンタスティック・フォー:銀河の危機』
- 『アイ・アム・レジェンド』
- 『ミムジー 〜未来からのメッセージ〜』
- 『サンシャイン 2057』
- 『トランスフォーマー』

### ファンタジー映画賞
- 『魔法にかけられて』
- 『ライラの冒険 黄金の羅針盤』
- 『ハリー・ポッターと不死鳥の騎士団』
- 『パイレーツ・オブ・カリビアン/ワールド・エンド』
- 『スパイダーマン3』
- 『スターダスト』

### ホラー映画賞
- 『30デイズ・ナイト』
- 『1408号室』
- 『ゴーストライダー』
- 『グラインドハウス』
- 『ミスト』
- 『スウィーニー・トッド フリート街の悪魔の理髪師』

### アクション/アドベンチャー/スリラー映画賞
- 『3時10分、決断のとき』
- 『300 〈スリーハンドレッド〉』
- 『ダイ・ハード4.0』
- 『ノーカントリー』
- 『ゼア・ウィル・ビー・ブラッド』
- 『ゾディアック』

### アニメ映画賞
- 『レミーのおいしいレストラン』
- 『ベオウルフ/呪われし勇者』
- 『ルイスと未来泥棒』
- 『シュレック3』
- 『ザ・シンプソンズ MOVIE』
- 『サーフズ・アップ』

### インターナショナル映画賞
- 『ブラックブック』
- 『デイ・ウォッチ』
- 『イースタン・プロミス』
- 『宮廷画家ゴヤは見た』
- 『永遠のこどもたち』
- 『スルース』

### 主演男優賞
- ジェラルド・バトラー - 『300 〈スリーハンドレッド〉』
- ジョン・キューザック - 『1408号室』
- ダニエル・デイ＝ルイス - 『ゼア・ウィル・ビー・ブラッド』
- ジョニー・デップ - 『スウィーニー・トッド フリート街の悪魔の理髪師』
- ヴィゴ・モーテンセン - 『イースタン・プロミス』
- ウィル・スミス - 『アイ・アム・レジェンド』

### 主演女優賞
- エイミー・アダムス - 『魔法にかけられて』
- アシュレイ・ジャッド - 『BUG/バグ』
- ヘレナ・ボナム＝カーター - 『スウィーニー・トッド フリート街の悪魔の理髪師』
- ナオミ・ワッツ - 『イースタン・プロミス』
- ベレン・ルエダ - 『永遠のこどもたち』
- カリス・ファン・ハウテン - 『ブラックブック』

### 助演男優賞
- ハビエル・バルデム - 『ノーカントリー』
- ベン・フォスター - 『3時10分、決断のとき』
- ジェームズ・フランコ - 『スパイダーマン3』
- ジャスティン・ロング - 『ダイ・ハード4.0』
- アラン・リックマン - 『スウィーニー・トッド フリート街の悪魔の理髪師』
- デヴィッド・ウェンハム - 『300 〈スリーハンドレッド〉』

### 助演女優賞
- リジー・キャプラン - 『クローバーフィールド/HAKAISHA』
- マーシャ・ゲイ・ハーデン - 『ミスト』
- レナ・ヘディ - 『300 〈スリーハンドレッド〉』
- ローズ・マッゴーワン - 『グラインドハウス』
- ミシェル・ファイファー - 『スターダスト』
- イメルダ・スタウントン - 『ハリー・ポッターと不死鳥の騎士団』

### 若手俳優賞
- アレックス・エテル - 『ウォーター・ホース』
- フレディ・ハイモア - 『奇跡のシンフォニー』
- ジョシュ・ハッチャーソン - 『テラビシアにかける橋』
- ダニエル・ラドクリフ - 『ハリー・ポッターと不死鳥の騎士団』
- ダコタ・ブルー・リチャーズ - 『ライラの冒険　黄金の羅針盤』
- リアノン・リー・リン - 『ミムジー 〜未来からのメッセージ〜』

### 監督賞
- ティム・バートン - 『スウィーニー・トッド フリート街の悪魔の理髪師』
- フランク・ダラボン - 『ミスト』
- ポール・グリーングラス - 『ボーン・アルティメイタム』
- サム・ライミ - 『スパイダーマン3』
- ザック・スナイダー - 『300 〈スリーハンドレッド〉』
- デヴィッド・イェーツ - 『ハリー・ポッターと不死鳥の騎士団』

### 脚本賞
- ニール・ゲイマン、ロジャー・エイヴァリー - 『ベオウルフ/呪われし勇者』
- ブラッド・ルイス - 『レミーのおいしいレストラン』
- ジョエル・コーエン、イーサン・コーエン - 『ノーカントリー』
- マイケル・ゴールデンバーグ - 『ハリー・ポッターと不死鳥の騎士団』
- ザック・スナイダー - 『300 〈スリーハンドレッド〉』
- ジョン・ローガン - 『スウィーニー・トッド　フリート街の悪魔の理髪師』

### 音楽賞
- タイラー・ベイツ - 『300 〈スリーハンドレッド〉』
- ジョニー・グリーンウッド - 『ゼア・ウィル・ビー・ブラッド』
- ニコラス・フーパー - 『ハリー・ポッターと不死鳥の騎士団』
- マーク・マンシーナ - 『奇跡のシンフォニー』
- アラン・メンケン - 『魔法にかけられて』
- ジョン・パウエル - 『ボーン・アルティメイタム』

### 衣装デザイン賞
- 『スウィーニー・トッド　フリート街の悪魔の理髪師』
- 『ライラの冒険　黄金の羅針盤』
- 『パイレーツ・オブ・カリビアン/ワールド・エンド』
- 『スターダスト』
- 『ハリー・ポッターと不死鳥の騎士団』
- 『300 〈スリーハンドレッド〉』

### メイクアップ賞
- 『スウィーニー・トッド　フリート街の悪魔の理髪師』
- 『30デイズ・ナイト』
- 『パイレーツ・オブ・カリビアン/ワールド・エンド』
- 『グラインドハウス』
- 『300 〈スリーハンドレッド〉』

### 特殊効果賞
- 『ハリー・ポッターと不死鳥の騎士団』
- 『トランスフォーマー』
- 『ライラの冒険　黄金の羅針盤』
- 『パイレーツ・オブ・カリビアン/ワールド・エンド』
- 『スパイダーマン3』
- 『300 〈スリーハンドレッド〉』